# Новий рис для Африки
Новий рис для Африки або НЕРИКА (англ. New Rice for Africa, NERICA) — міжвидовий сорт рису, гібрид африканського (Oryza glaberrima) і азійського рису (Oryza sativa), виведений Західноафриканською асоціацією розвитку рису (WARDA) щоб збільшити врожайність африканських сортів рису. Хоча 240 мільйонів мешканців Західної Африки залежать від рису як первинного джерела харчування, більша частина цього рису імпортується, загальною вартістю близько 1 млрд доларів США. Незалежність виробництва риса повинна поліпшити економічну безпеку і допомогти економічному розвитку Західної Африки.

## Африканський та азійський рис
На африканському континенті рис африканський (Oryza glaberrima) культивувався протягом близько 3 тис. років і добре пристосувався до африканського середовища. Цей вид швидко росте, із великою кількістю листя, призначеного для задушення бур'янів, крім того, він відносно стійкий до посухи, паразитичної комахи африканської мошки рисової жовчі, вірусу жовтої рисової цятки і вибухової хвороби рису. Проте, африканський рис має відносно низьку врожайність, тому що рослини падають або згинаються під час наповнення зерна. Зерна, крім того, осипаються, що також зменшує врожайність.
Культивування африканського рису було майже повсюди припинене через розповсюдження більш високопродуктивного азійського рису (Oryza sativa). Азійський рис погано пристосований до африканських умов, оскільки його культивування вимагає великої кількості води. Крім того, цей вид не може конкурувати з бур'янами через невисоку висоту рослини та характеризується високою сприйнятливістю до паразитів і хвороб, частих в африканських умовах.

## Виведення нового сорту
Новий рис для Африки був створений за допомогою схрещування африканського (O. glaberrima) і азійського (O. sativa) рису. Оскільки різні види природно не схрещуються, була використана методика культури рослинної тканини, так званий «порятунок ембріону», що забезпечила виживання схрещеного організму та досягнення ним зрілості. Новий сорт рису проявляє явище гетерозису, тобто росте швидше та дає більші урожаї, ніж будь-який з материнських видів.
Ключові особливості нових сортів включають:
- Збільшення за розміром супліддя від 75-100 зерен до 400 зерен.
- Збільшення врожайності від 1 тонни на гектар до 2,5 тонн за гектар (5 тонн на гектар з використанням добрива).
- Містить на 2 % більше білків, ніж обидва материнських види.
- Рослина вища за переважну більшість сортів рису, що дозволяє краще боротися із бур'янами та полегшує збір урожаю.
- Опір паразитам і хворобам, здатність витримувати посуху та неродючі ґрунти значно кращі, ніж у всіх сортів азійського рису.

Деякі лінії НЕРІКА показують високі темпи росту з низькою потребою у воді і, здається, придатні для довгих періодів культивування в умові посухи.
За керівництво проектом виведення НЕРИКА, Монті Джонс був нагороджений Світовою продовольчою премією 2004 року.

## Майбутні перспективи
Культивація НЕРИКА поки що незначна, проте активно просувається в Західній Африці. Якщо 25 % рисових фермерів в Гвінеї, Кот-д'Івуар і Сьєрра-Леоне перейдуть на новий сорт, за оцінками, щороку буде збережено 20 млн доларів США. Ймовірно, новий сорт знайде поширення і в інших посушливих районах, зокрема деяких областях Латинської Америки і Азії.